# アンディ・ベクトルシャイム
アンディ・ベクトルシャイム（Andy Bechtolsheim、1955年 - ）は、アメリカ合衆国で活動するドイツ出身のコンピュータ技術者、実業家。サン・マイクロシステムズの共同創業者で、現在は新興企業アリスタネットワークスの会長。
本名アンドレアス・マリア・マキシミリアン・フォン・ベヒトルスハイム（Andreas Maria Maximilian von Bechtolsheim）。姓は英語読みでベクトルシャイムとなる。

## 経歴
ミュンヘン郊外のアマー湖畔(現フィンニング)に生まれる。アメリカ合衆国に渡り、1976年にカーネギーメロン大学で計算機工学の修士号を取得。1977年、スタンフォード大学の計算機科学と電気工学の博士課程に入学。
スタンフォード大学在学中、大学のメインフレームは使える時間が少なく、パーソナルコンピュータでは力不足なため、市販の部品を集めて校内のネットワーク用のワークステーションを自作した。これを同じスタンフォード大学の学生であったビノッド・コースラが商業化を持ちかけ、スタンフォード大学経営大学院で経営学修士を取得したスコット・マクネリ、カリフォルニア大学バークレー校で BSD を開発したビル・ジョイを誘い、1982年にサン・マイクロシステムズ社を共同設立した。
1995年にサンを退社後、デビッド・チェリトンと共に Granite Systems 社を設立し、ギガビットイーサネット技術の開発に従事する。1996年に2億2000万ドルでシスコシステムズに買収され、ベクトルシャイムは2003年12月まで同社のギガビットスイッチング事業部ゼネラルマネージャー兼副社長を務めた。
1998年、スタンフォード大学の学生であったラリー・ペイジとセルゲイ・ブリンに10万ドルの小切手を渡し、まだ会社も設立されていなかった Google に投資を行った。なお、この時ペイジらは当座預金口座を開設していなかったため現金化できず、数週間の間小切手はペイジの机の中に眠っていた。
2001年、チェリトンと共に Opteron 搭載サーバメーカーの Kealia 社を共同設立。2003年12月にシスコシステムズを退社し正式に参加。2004年2月、サン・マイクロシステムズに買収され、それに伴いベクトルシャイムも古巣へ復帰。
2008年10月にクラウドコンピューティングソリューションを生業とする新興企業アリスタネットワークスへ移籍、会長兼最高開発責任者に就任することになった。2度目のサン退社である。